# Cryptoporus volvatus
Cryptoporus volvatus är en svampart som först beskrevs av Peck, och fick sitt nu gällande namn av Cornelius Lott Shear 1902. Cryptoporus volvatus ingår i släktet Cryptoporus och familjen Polyporaceae.   Inga underarter finns listade i Catalogue of Life.